# Crash Test Aglaé
Crash Test Aglaé és una pel·lícula de road movie còmica francesa del 2017 dirigida i escrita per Éric Gravel. S'ha subtitulat al català.
La pel·lícula està rodada a Conflans-Sainte-Honorine, l'Illa de França, la Lorena, Polònia, el Kazakhstan i l'Índia. El rodatge va començar el 4 de setembre de 2015 i va acabar el 25 de novembre de 2015.